# Henriksenia
Henriksenia is een geslacht van spinnen uit de  familie van de Thomisidae (krabspinnen).

## Soorten
- Henriksenia hilaris (Thorell, 1877)
- Henriksenia thienemanni (Reimoser, 1931)